# Olbersdorf
Olbersdorf ist eine sächsische Gemeinde im Landkreis Görlitz. Sie ist Verwaltungssitz der Verwaltungsgemeinschaft Olbersdorf. Olbersdorf befindet sich südlich von Zittau am Fuße des Zittauer Gebirges. Nach den aus mehreren Ortsteilen bestehenden Gemeinden Kottmar, Großschönau und Oderwitz ist Olbersdorf nach Einwohnerzahlen die viertgrößte nichtstädtische Gemeinde des Landkreises Görlitz und damit der größte nichtstädtische Ort im Landkreis.
Überregional ist Olbersdorf bekannt für die Ausrichtung von Sportereignissen, wie den Zittauer Gebirgslauf oder die ITU Cross Triathlon WM 2014 am Olbersdorfer See. 2015 fanden erneut die Deutschen Meisterschaften im Cross-Triathlon in Olbersdorf statt.

## Geografie
Der als Waldhufendorf angelegte Ort grenzt im Norden unmittelbar an die Stadt Zittau und im Süden an das Zittauer Gebirge. Es erstreckt sich im Tal des Goldbaches, der auch in Dürrezeiten immer Wasser führte und deshalb für die Besitzer der zahlreichen Mühlen „Gold wert“ war. Im Niederdorf befindet sich der Olbersdorfer See, das geflutete Tagebaurestloch der Braunkohlengrube Glückauf, die 1908 als Pfeilerbruchbau begann und 1910 zum Tagebau aufgeschlossen wurde. Der See dient seit der Landesgartenschau 1999 Erholungszwecken. Am Nordufer des Sees findet seit vielen Jahren die O-See-Challenge statt. Obwohl bei dieser die Stadt Zittau als Austragungsort angegeben wird, findet die O-See-Challenge und die spezielle ITU Cross-Triathlon WM 2014 auf ganzem Gebiet in Olbersdorf statt.

### Nachbargemeinden
Olbersdorf ist benachbart im Norden und Osten durch die Stadt Zittau, im Süden durch Oybin, im Südwesten durch Jonsdorf und im Westen durch Bertsdorf-Hörnitz.

### Ortsgliederung
Der Ort Olbersdorf gliedert sich in das Niederdorf, das Oberdorf, den Kaltenstein, das Städtel, die Randsiedlung, das Neubaugebiet (Grundbachsiedlung) und den Kohlenviebig. Die Gemeinde ist nicht in amtlich definierte Ortsteile strukturiert und hat auch keine eingegliederten Gemeindeteile. Der ehemalige Ortsteil Eichgraben wurde nach Zittau umgegliedert.

## Geschichte

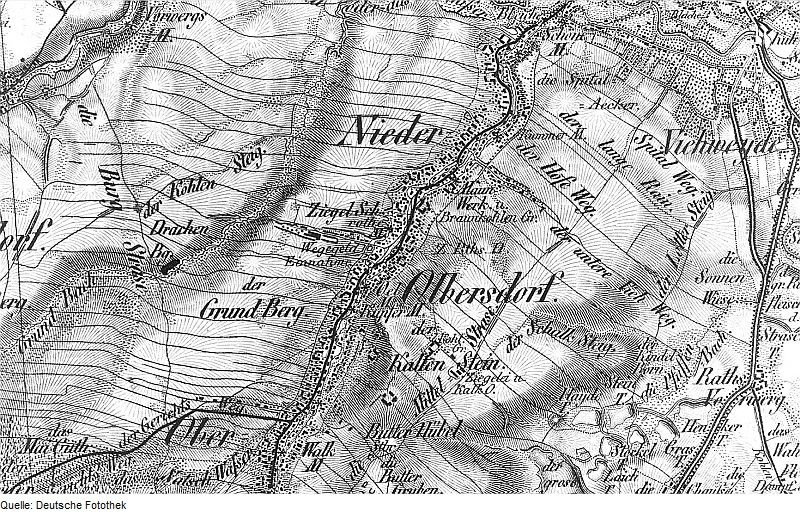
Karte von Oberreit mit Nieder-Olbersdorf um 1845

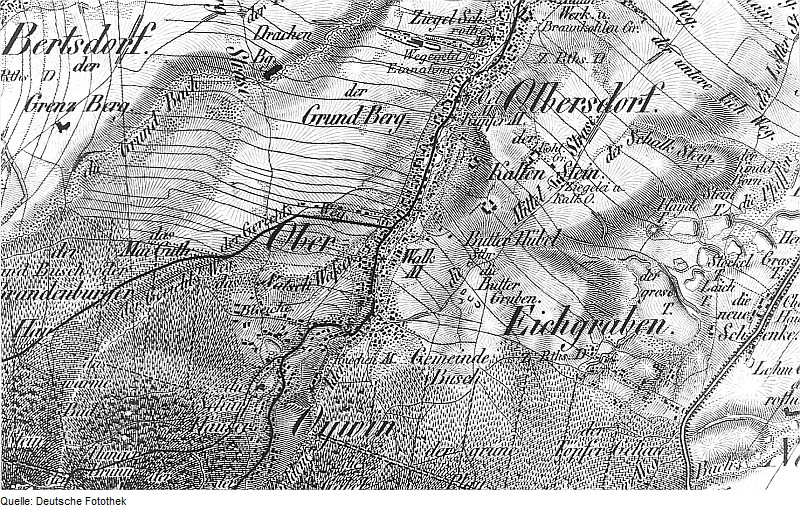
Karte von Oberreit mit Ober-Olbersdorf um 1845

Auf den Kaiserfeldern wurde beim Aufwerfen einer Schanze ein Hort mit 49 Randleistenbeilen gefunden, der die Besiedlung der Gegend am Mittelweg in der Bronzezeit belegt (jetzt im Görlitzer Museum).
1319 wird Olbersdorf das erste Mal als „Albertsdorf“ (‚Dorf eines Albert‘) urkundlich erwähnt. Die Schreibweise „Olbersdorf“ tritt erstmals 1429 auf. 1343 haben Mannschaften des Bischofs von Meißen die Gegend unsicher gemacht. 1362 brannten die Prager und 1420 und 1424 die Hussiten Olbersdorf nieder. 1428 existierte ein Vorwerk zum Ort. 1533 brachte der Türkenkrieg dem Dorf neue Lasten und Leiden. Die Schrecken des Dreißigjährigen Krieges waren für Olbersdorf so anhaltend, dass man erst 1650 das Friedensfest feiern konnte. Im Türkenkrieg (1664), im Nordischen Kriege, in den Schlesischen und Napoleonischen Kriegen hat der Ort Drangsale durchmachen müssen, die anderen, entlegeneren Ortschaften erspart geblieben sind.
Seit der Mitte des 18. Jahrhunderts wurde in Olbersdorf Braunkohle abgebaut. Die Anfänge des Kohlebergbaus lagen auf dem Kaltenstein. Wegen der in den 1980er Jahren vorgesehenen Erweiterung des Tagebaus verfiel das Niederdorf. Für die Umsiedlung der betroffenen Olbersdorfer und Zittauer Einwohner wurde im Oberdorf um 1988 ein neues Wohngebiet, das Neubaugebiet mit WBS-70-Plattenbauten, errichtet. Heute wird das Neubaugebiet vor allem durch Abbruch und Rückbauten der Obergeschosse als „Grundbachsiedlung“ wieder attraktiver gemacht.
1999 fand in Olbersdorf die 2. Sächsische Landesgartenschau statt, wobei der Tagebau Olbersdorf geflutet wurde und seitdem für sportliche und erholsame Zwecke dient.
Die AG Niederdorf setzt sich für den Ausbau des Niederdorfes ein und schuf im Jahr 2013 den Mühlenpfad Olbersdorf.

### Ortsnamenformen
1320: villa Alberti (HOV, hsl. Nachtrag Blaschke, ohne Quelle), 1323: Albertsdorff, 1346: Olbrechtsdorf, 1350: Albrechtsdorf, 1473: Olbirsstorff, 1522: Alberßdorff, 1791: Olbersdorf, auch Albrechtsdorf, 1875: Olbersdorf b. Zittau

### Verwaltungszugehörigkeit
1777: Görlitzer Kreis, 1843: Landgerichtsbezirk Löbau, 1856: Gerichtsamt Zittau, 1875: Amtshauptmannschaft Zittau, 1952: Kreis Zittau, 1994: Landkreis Löbau-Zittau, 2008: Landkreis Görlitz

### Eingemeindungen
Olbersdorf ist eine Landgemeinde, zu der ehemals der Ortsteil Eichgraben (u. Diebsdörfel, dieses später zu Zittau) gehörten. Der Ortsteil Eichgraben wurde 1965 nach Zittau umgegliedert. 1989 erfolgte ein Teilortsabbruch infolge des Braunkohlentagebaus.

### Einwohnerentwicklung
| Jahr | Einwohner                                               |
| 1581 | 49 besessene Mann, 54 Gärtner, 113 Häusler, 64 Hufen    |
| 1777 | 43 besessene Mann, 49 Gärtner, 215 Häusler, 5 Wüstungen |
| 1834 | 2151                                                    |
| 1871 | 3124                                                    |
| 1890 | 3793                                                    |
| 1910 | 5463                                                    |
| 1925 | 5840                                                    |
| 1939 | 5896                                                    |
| 1946 | 6674                                                    |
| 1950 | 6626                                                    |
| 1964 | 6633                                                    |
| 1990 | 6994                                                    |
| 2000 | 6837                                                    |
| 2009 | 5589                                                    |
| 2012 | 5329                                                    |
| 2013 | 5279                                                    |
| 2016 | 4945                                                    |

## Politik

### Gemeinderat
Seit der Gemeinderatswahl am 9. Juni 2024 verteilen sich die 16 Sitze des Gemeinderates folgendermaßen auf die einzelnen Gruppierungen:
- 100pro Olbersdorf (100pro): 7 Sitze
- Freunde der Feuerwehr Olbersdorf (FdF): 5 Sitze
- Unabhängige Bürgerliste (UBL): 2 Sitze
- Linke: 1 Sitz
- SPD: 1 Sitz

| Gemeinderat ab 2024Insgesamt 16 Sitze - Linke: 1 - SPD: 1 - 100pro: 7 - FdF: 5 - UBL: 2 | Liste                            | 2024   | 2024   | 2019   | 2019   | 2014   | 2014   |
| Gemeinderat ab 2024Insgesamt 16 Sitze - Linke: 1 - SPD: 1 - 100pro: 7 - FdF: 5 - UBL: 2 | Liste                            | Sitze  | in %   | Sitze  | in %   | Sitze  | in %   |
| Gemeinderat ab 2024Insgesamt 16 Sitze - Linke: 1 - SPD: 1 - 100pro: 7 - FdF: 5 - UBL: 2 | 100pro Olbersdorf                | 7      | 42,7   | 5      | 37,5   | 3      | 17,9   |
| Gemeinderat ab 2024Insgesamt 16 Sitze - Linke: 1 - SPD: 1 - 100pro: 7 - FdF: 5 - UBL: 2 | Freunde der Feuerwehr Olbersdorf | 5      | 35,5   | 3      | 28,1   | 2      | 11,5   |
| Gemeinderat ab 2024Insgesamt 16 Sitze - Linke: 1 - SPD: 1 - 100pro: 7 - FdF: 5 - UBL: 2 | Unabhängige Bürgerliste          | 2      | 12,7   | 3      | 21,2   | 4      | 20,7   |
| Gemeinderat ab 2024Insgesamt 16 Sitze - Linke: 1 - SPD: 1 - 100pro: 7 - FdF: 5 - UBL: 2 | Linke                            | 1      | 5,3    | 2      | 13,2   | 2      | 14,6   |
| Gemeinderat ab 2024Insgesamt 16 Sitze - Linke: 1 - SPD: 1 - 100pro: 7 - FdF: 5 - UBL: 2 | SPD                              | 1      | 3,8    | –      | –      | –      | –      |
| Gemeinderat ab 2024Insgesamt 16 Sitze - Linke: 1 - SPD: 1 - 100pro: 7 - FdF: 5 - UBL: 2 | CDU                              | –      | –      | –      | –      | 7      | 35,3   |
| Gemeinderat ab 2024Insgesamt 16 Sitze - Linke: 1 - SPD: 1 - 100pro: 7 - FdF: 5 - UBL: 2 | Wahlbeteiligung                  | 67,8 % | 67,8 % | 61,5 % | 61,5 % | 52,9 % | 52,9 % |

### Bürgermeister
Bürgermeister Andreas Förster wurde im Juni 2022 im Amt bestätigt.
| Wahl | Bürgermeister   | Vorschlag | Wahlergebnis (in %) |
| ---- | --------------- | --------- | ------------------- |
| 2022 | Andreas Förster | Förster   | 76,8                |
| 2015 | Andreas Förster | Förster   | 69,8                |
| 2008 | Andreas Förster | Förster   | 61,2                |
| 2001 | Andreas Förster | Förster   | 96,0                |
| 1994 | Andreas Förster | Förster   | 92,6                |

## Sehenswürdigkeiten

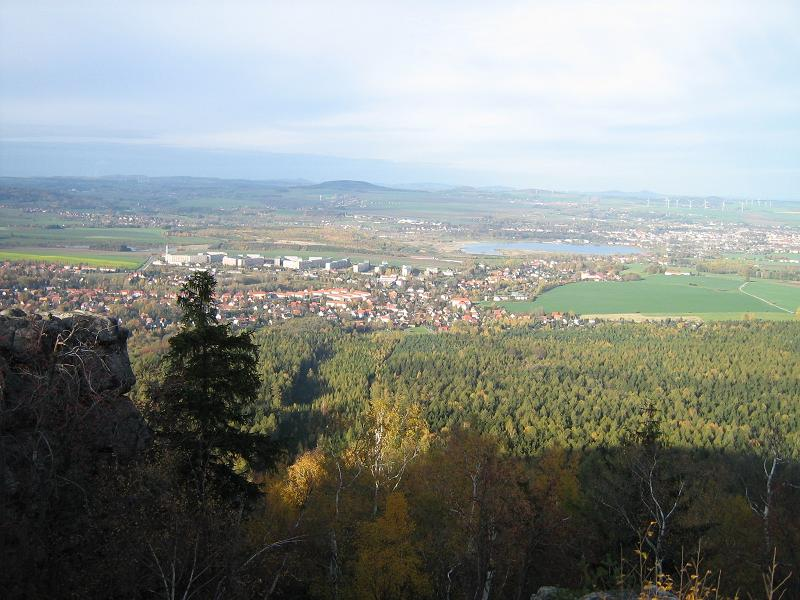
Olbersdorf von Berg Töpfer (Zittauer Gebirge) aus gesehen

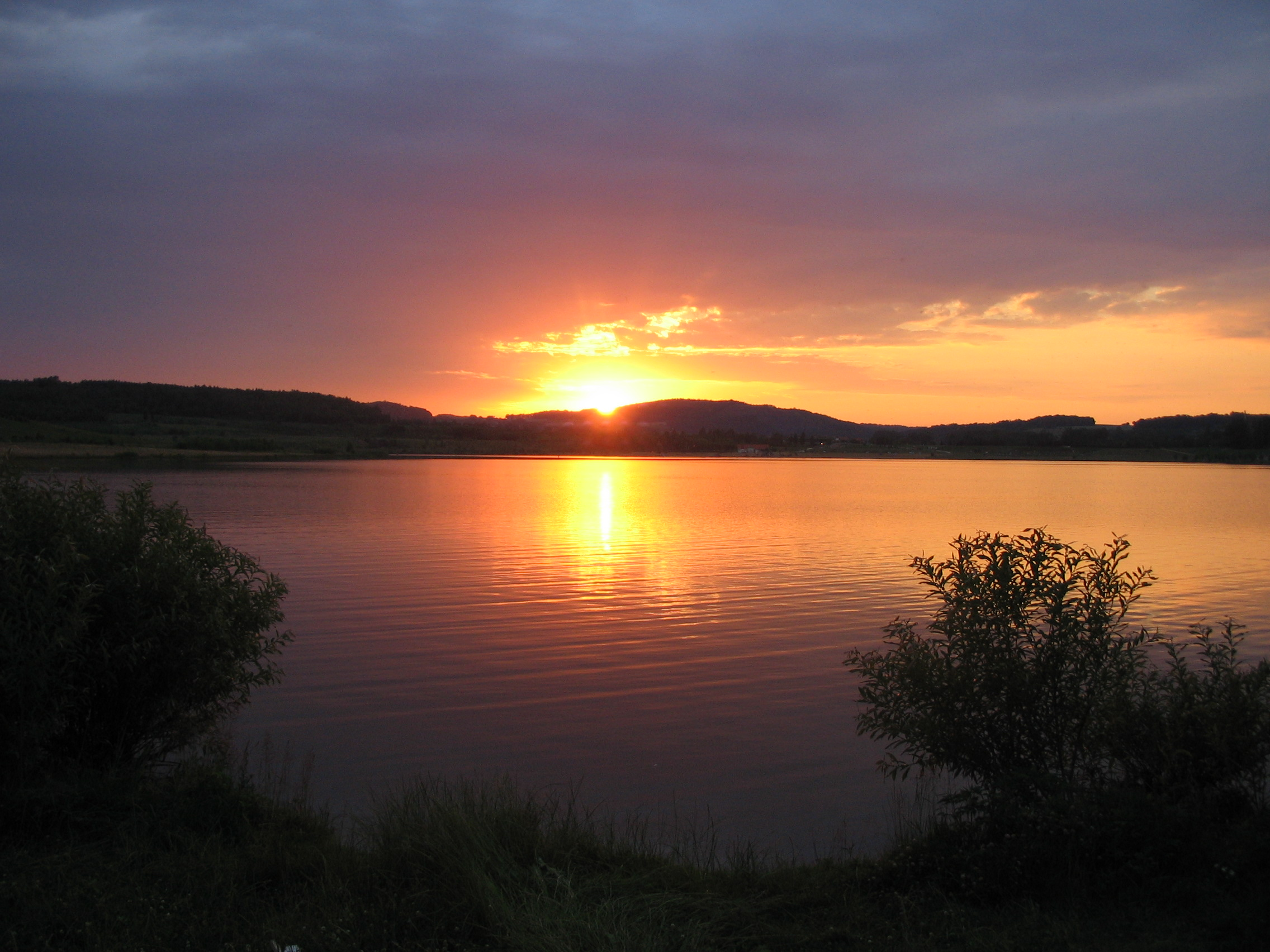
Sonnenuntergang am Olbersdorfer See

Folgende Sehenswürdigkeiten befinden sich in Olbersdorf:
- Olbersdorfer See mit zahlreichen umgebenden Wanderwegen
- Aussichtspunkt 'Am Kirchberg'
- Zittauer Gebirge
- Berg Töpfer
- Skulpturenpark am Kreisverkehr und Park am Sportplatz
- Geschichts- und Mühlenpfad Olbersdorf

Die Kulturdenkmale sind in der Liste der Kulturdenkmale in Olbersdorf erfasst.

### Museen/Ausstellungen
- Olbersdorfer Uhrenhof
- Schauwerkstatt Kokosweberei
- Schmalspurbahnhof Bertsdorf (Doppelausfahrt)

### Bauwerke
1925 erbaute die Gemeinde ein großzügiges Freibad, das Volksbad, welches heute ein wichtiges regionales Erlebnisbad ist.
In Olbersdorf gibt es einen Skulpturenpark, welcher von der KVW, der Olbersdorfer Wohnungsverwaltung, in den Jahren 2005–2008 mit hiesigen Künstlern und Schülern der Grundschule angelegt wurde und heute u. a. auch beim Vorweihnachtsmarkt Olbersdorf genutzt wird.

#### Kirchen
Das Schiff der 1883 im neugotischen Stil errichteten Ev.-Luth. Kirche Olbersdorf wurde vor der Sprengung des Turmes 1986, nach Umbettung des Friedhofes, abgetragen, ein Ersatzbau neben dem neuen Friedhof am Butterhübel im selben Jahr geweiht.
Die neu errichtete katholische Kapelle, die das Patrozinium des heiligen Petrus Canisius trägt, wurde im Jahre 2002 geweiht. Sie gehört zur Pfarrei St. Marien mit Sitz in Zittau, im Dekanat Bautzen des Bistums Dresden-Meißen

### Naturschutz
- Siehe auch: Liste der Naturdenkmale in Olbersdorf

### Regelmäßige Veranstaltungen
- April: Zittauer Gebirgslauf & Wandertreff (seit 1974)
- August: Crosstriathlon O-See-Challenge

## Infrastruktur und Wirtschaft

### Öffentliche Einrichtungen
In Olbersdorf gibt es eine Bibliothek, sowie drei Kindergärten in der Grundbachsiedlung:
- Integratives Kinderhaus „Spielkiste“, die größte Kindertagesstätte des Landkreises Görlitz
- DRK-Kindergarten „Zwergenhäus'l“
- AWO-Kindergarten „Bergblick“

### Bildung
Die Gemeinde Olbersdorf verfügt über eine Grundschule und eine Förderschule. Die in der Zwischenkriegszeit errichtete, zentrale Mittelschule wurde im Jahr 2006 geschlossen, um das Schulgebäude für die Förderschule zu sanieren und zu nutzen.

#### Grundschule Olbersdorf
Die Grundschule Olbersdorf ist eine sanierte R-81-Typenschulbau-Schule im Neubaugebiet. Sie wurde 1989 gebaut und wurde von 2009 bis 2013 schrittweise saniert. Zurzeit lernen hier ca. 140 Schüler in sieben Klassen.
Das besondere an der Grundschule Olbersdorf ist die Unterstützung des Unterrichts mit Whiteboards, modernen Klassenzimmern und PC-Ausstattung. Es gibt 19 Ganztagsangebote am Nachmittag, der Hort der Schule ist im Kinderhaus „Spielkiste“. Im Mai 2009 besuchte der damalige sächsische Ministerpräsident Stanislaw Tillich diese Einrichtung.
Das Schulangebot der Grundschule Olbersdorf ist vor allem auf grünes Leben und Miteinander gerichtet; Schulleiter der Schule ist Gordon Alisch.

#### Friedrich-Fröbel-Förderschule Olbersdorf
Die Förderschule Olbersdorf beherbergt ca. 200 Schüler der Klassen 1 bis 9. Ein großzügig angelegtes Schulgelände mit Turnhalle, Sportplatz, Schulgarten, Spielplatz und Pausenhof bietet den Schülern viel Platz und Freiheit.

### Verkehr
Von Montag bis Freitag fährt jede Stunde ein Bus in Richtung der Gebirgsgemeinden Jonsdorf oder Oybin sowie nach Zittau. Die Linien halten zentral an der Gemeindeverwaltung und am Wendeplatz. Alle Buslinien werden seit Juli 2023 von der DB Regio Bus Ost GmbH betrieben.
Folgende Regionalbuslinien bedienen den Ort:
- TaktBus 15: Zittau – Olbersdorf – Jonsdorf – Waltersdorf
- TaktBus 16: Zittau – Olbersdorf – Kurort Oybin – Lückendorf

Sowie die Schülerlinie:
- S15: Zittau – Olbersdorf Schule (– Olbersdorf Wendeplatz)

In Olbersdorf gibt es 17 Haltestellen, an denen ein Ein- und Ausstieg in eine Buslinie möglich ist.
Durch den Ort führt außerdem die Schmalspurbahn Zittau–Kurort Oybin. Die Linienführung zwischen Bahnhof Zittau-Vorstadt und Bahnhof Bertsdorf war von 1925 bis 1945 zweigleisig. Auf Olbersdorfer Gebiet liegen die Bahnhöfe Olbersdorf Oberdorf und Bertsdorf sowie der Haltepunkt Olbersdorf Niederdorf. Der Bahnhof Zittau Vorstadt liegt direkt an der Olbersdorfer Grenze zur Stadt Zittau.

## Wirtschaft

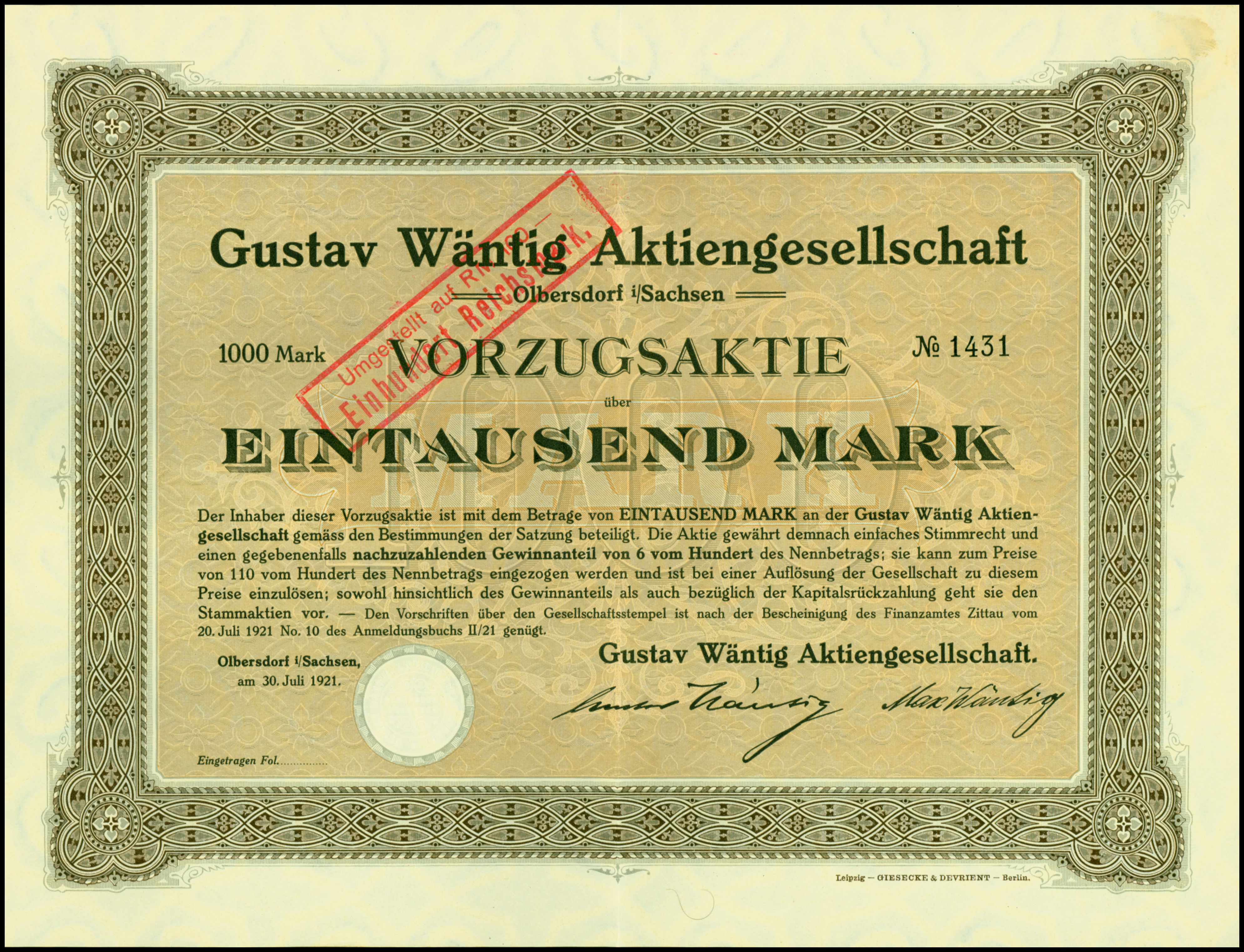
Vorzugsaktie über 1000 Mark der Gustav Wäntig AG vom 30. Juli 1921

Olbersdorf war eine bedeutende Industriegemeinde mit dem Schwerpunkt Textilindustrie (Webereien (Wagner), Spinnereien (Rinnelt) für Baumwolle, Jute (Gustav Wäntig AG, war früher zweitgrößte deutsche Jutespinnerei und Weberei, Familien-AG, hatte vor 1945 bis zu 1.000 Mitarbeiter, 1945 enteignet, Gustav Wäntig wurde von der Bevölkerung der „Daimler“ von Sachsen aber auch wegen seiner sozialen Einstellung seinen Arbeitern gegenüber der „Abbe“ von Sachsen genannt), Kokosfasern); davon existieren und produzieren heute nur noch KSO-Textil GmbH, WESOM Textil GmbH und die Kokosweberei Hilger. Von den einstigen Betrieben (Eisengießerei Biebrack (Tiegel), Holz- und Imprägnierwerk „Katz & Klumpp“, Textilmaschinenfabrik Gruschwitz, Funkwerk (ZIPHONA-Plattenspieler), Papierfabrik, zwei Getreidemühlen (Mauermann), Möbel-, später Klavierfabrik, Ziegelei und Braunkohlengrube „Glück auf“) produziert heute nur noch die Stahlgießerei unter dem Namen Olbersdorfer Guß GmbH.
Beim SZ-Familienkompass 2013 belegte Olbersdorf den ersten Platz.

## Söhne und Töchter der Gemeinde
- Julius Zeißig (1855–1930), Architekt des Historismus
- Fritz Steudtner (1896–1986), Architekt
- Arthur Jaschke (1902–1992), Schauspieler
- Willy Müller-Lückendorf (1905–1969), Maler und Graphiker
- Christian Steinbach (1921–1999), Politiker
- Horst Drescher (1929–2019), Schriftsteller
- Horst Weber (1932–1999), Maler und Grafiker

## Personen in Verbindung mit der Gemeinde
- Peter Diener (* 1929 in Zittau), Bergsteiger, verbrachte hier seine Kindheit